# Eskil Ervik
Eskil Ervik (Trondheim, 11 januari 1975) is een Noors oud-langebaanschaatser en huidig manager van Team CBA.

## Biografie
Eskil Ervik was actief in het internationale schaatsen van 1996 tot en met 2007. In 1994 deed hij al mee met het WK Junioren in Berlijn en werd daar tiende. In 1996 maakt hij zijn debuut bij de senioren tijdens het EK Allround in Heerenveen. Pas twee jaar later mag hij weer aantreden tijdens een internationaal kampioenschap en dit keer bij het WK Allround. Het jaar erop (1999) boekte hij zijn eerste succes met een derde plaats op het EK Allround in Hamar, achter Rintje Ritsma en Vadim Sajoetin. Een jaar later behaalt Ervik opnieuw succes in Hamar en ditmaal bij het WK Allround 1999. Nu staat hij een trede hoger, maar nog steeds lager dan Rintje Ritsma die ook dit toernooi wint. Hierna breekt een sportief zwakke periode aan zonder podiumplaatsen. Wel wordt hij nog vierde bij het EK Allround in 2002 en vierde bij de WK Afstanden in 2004 op de 5000 meter.

### Seizoen 2005-2006 / 2006-2007
In het Olympisch seizoen van 2006 is hij onder leiding van de schaatscoach Peter Mueller echter helemaal terug. In november 2005 rijdt hij in Calgary een wereldrecord op de 3000 meter. Een week later is hij de eerste die het wereldrecord op de 5000 meter van Jochem Uytdehaage aanscherpt, maar deze tijd wordt een rit later al door Chad Hedrick verbeterd. Een maand later in Heerenveen laat Ervik opnieuw zijn uitstekende vorm zien door als derde schaatser ooit de 10.000 meter binnen de 13 minuten te rijden. Tijdens deze race wordt het wereldrecord van Jochem Uytdehaage aangescherpt door Carl Verheijen tot een tijd die slechts 1,77 seconden onder Erviks tijd lag. Op de WK Afstanden in 2007 finishte hij met zijn armen op zijn benen.

### Comeback
Na het WK Afstanden beëindigde Ervik zijn schaatscarrière. Zijn voornaamste reden waren de rugproblemen. Maar in januari 2009 publiceerde een Noorse krant het bericht dat Ervik zijn comeback gaat maken tijdens de Olympische Winterspelen van 2010 in Vancouver. Ervik zal dan willen uitkomen op het onderdeel Ploegenachtervolging.

## Persoonlijke records
| Afstand      | Tijd      | Datum            | Baan           |
| ------------ | --------- | ---------------- | -------------- |
| 500 meter    | 37,03     | 18 maart 2006    | Calgary        |
| 1000 meter   | 1.15,11   | 1 februari 2003  | Hamar          |
| 1500 meter   | 1.45,73   | 19 maart 2006    | Calgary        |
| 3000 meter   | * 3.37,28 | 5 november 2005  | Calgary        |
| 5000 meter   | 6.10,65   | 19 november 2005 | Salt Lake City |
| 10.000 meter | 12.59,69  | 4 december 2005  | Heerenveen     |

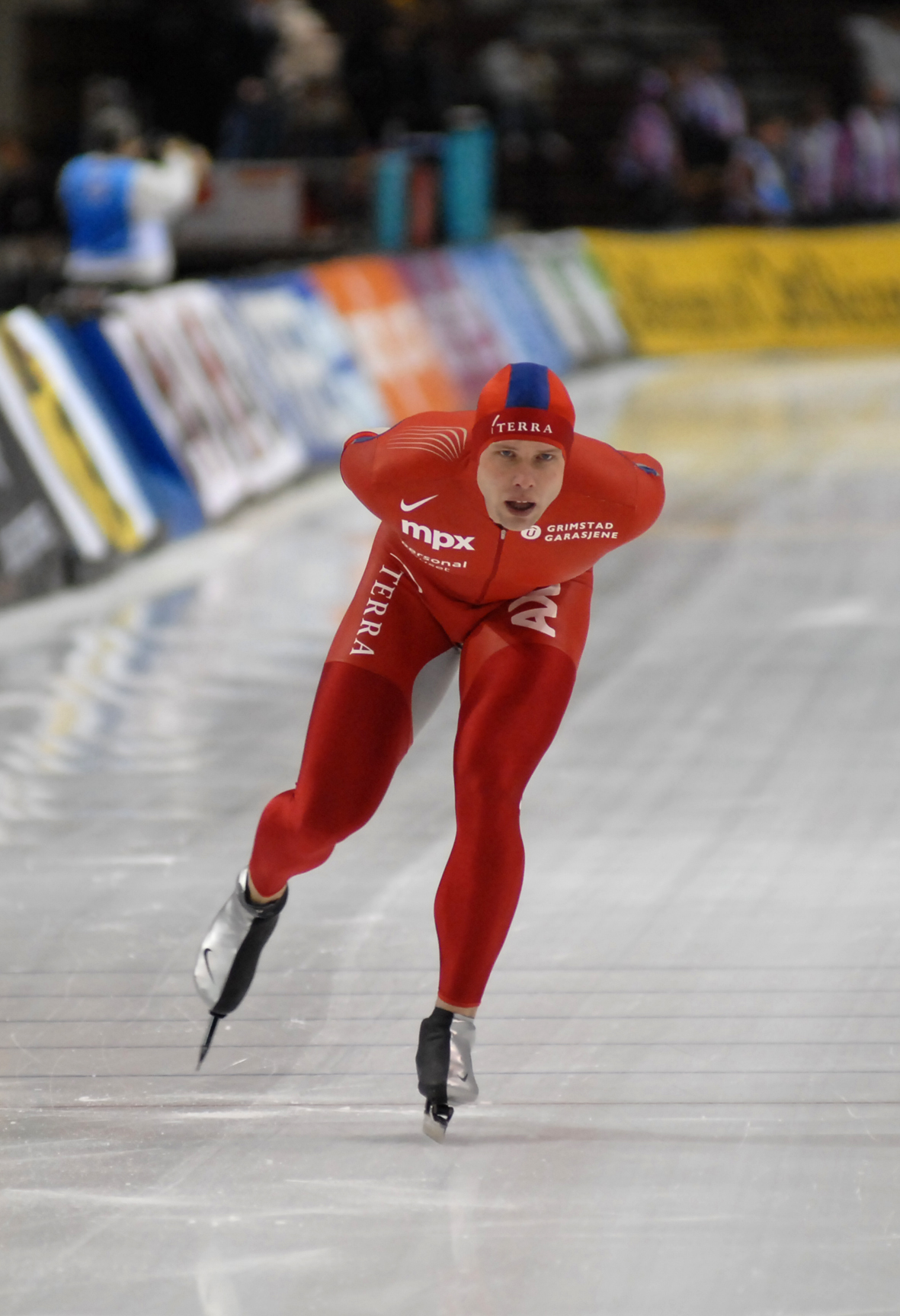

* Erviks tijd is anno februari 2024 nog altijd het officiële wereldrecord. Hierbij moet worden aangetekend dat de 3000 meter geen onderdeel is van het reguliere programma van het seniorenschaatsen bij de mannen. Een competitie over 3000 meter vindt bij de mannen-senioren meestal plaats als trainingswedstrijd voor de langere afstanden, of als onderdeel van zogenaamde time trials, wedstrijden met name bedoeld voor het verbeteren van persoonlijke records. Tijdens enkele van zulke gelegenheden hebben er mannen tijden gereden sneller dan Erviks wereldrecord. Dergelijke wedstrijden voldeden echter niet aan de voorwaarden die de internationale schaatsfederatie ISU stelt voor erkenning van een wereldrecord.

### Wereldrecords
| Nr. | Afstand    | Tijd    | Datum           | Baan    |
| --- | ---------- | ------- | --------------- | ------- |
| 1.  | 3000 meter | 3.37,28 | 5 november 2005 | Calgary |

|  | = huidig wereldrecord |

## Resultaten
| Jaar | EK Allround | Olympische Spelen     | WK Afstanden                           | WK Allround | WK Junioren |
| ---- | ----------- | --------------------- | -------------------------------------- | ----------- | ----------- |
| 1994 |             |                       |                                        |             | 10e         |
| 1996 | NC14        |                       | -                                      | -           |             |
| 1997 | -           |                       | -                                      | -           |             |
| 1998 | -           | -                     | 15e 5000m                              | NC13        |             |
| 1999 | 9e          |                       | 10e 1500m 4e 5000m                     | Brons       |             |
| 2000 | Zilver      |                       | 24e 1500m 17e 5000m                    | NC15        |             |
| 2001 | 14e         |                       | -                                      | -           |             |
| 2002 | 4e          | 35e 1500m 21e 5000m   |                                        | 12e         |             |
| 2003 | 6e          |                       | 14e 1500m 7e 5000m 7e 10.000m          | 6e          |             |
| 2004 | 16e         |                       | 24e 1500m 4e 5000m 12e 10.000m         | 12e         |             |
| 2005 | 5e          |                       | 11e 5000m · 8e 10.000m · achtervolging | NS2         |             |
| 2006 | Zilver      | 10e 5000m 11e 10.000m |                                        | 4e          |             |
| 2007 | 6e          |                       | 15e 5000m 14e 10.000m                  | 8e          |             |

- = geen deelname
NC# = niet gekwalificeerd voor de laatste afstand, maar wel als # geklasseerd in de eindrangschikking
NS2 = niet gestart bij de 2e afstand

### Medaillespiegel
| Kampioenschap     | Goud | Zilver | Brons |
| ----------------- | ---- | ------ | ----- |
| EK Allround       | 0    | 2      | 0     |
| Olympische Spelen | 0    | 0      | 0     |
| WK Afstanden      | 0    | 0      | 1     |
| WK Allround       | 0    | 0      | 1     |
| WK Junioren       | 0    | 0      | 0     |